# Vermivora
A Vermivora a madarak osztályának verébalakúak (Passeriformes) rendjébe és az újvilági poszátafélék (Parulidae) családjába tartozó nem.

## Fajai
- Bachman-hernyófaló (Vermivora bachmanii)
- Vermivora celata
- aranyszárnyú hernyófaló (Vermivora chrysoptera)
- Vermivora crissalis
- kékszárnyú hernyófaló (Vermivora cyanoptera)
- Vermivora luciae
- Vermivora peregrina
- Vermivora ruficapilla
- Vermivora virginiae